# SK UP Olomouc
VK UP Olomouc est un club tchèque de volley-ball féminin fondé en 1953 et basé à Olomouc, évoluant pour la saison 2019-2020 en UNIQA Extraliga žen.

## Palmarès
- Championnat de Tchéquie (4)
  - Vainqueur : 1993, 1994, 1995, 1996, 2019[2]
  - Finaliste : 2008, 2011, 2016[3]2017, 2018[4]
- Coupe de Tchéquie
  - Vainqueur : 1994, 1995, 2017[5]2019[6]2020[7]
  - Finaliste : 2009, 2011, 2012, 2018[8]

## Effectifs

### Saison 2020-2021
| No                                     | Nom                                    | Date de naissance                      | Taille                         | Poids                          | Poste                          |
| -------------------------------------- | -------------------------------------- | -------------------------------------- | ------------------------------ | ------------------------------ | ------------------------------ |
| 1                                      | Olivia Kofie                           | 19 juillet 1996                        | 190                            |                                | Centrale                       |
| 2                                      | Martina Michalíková                    | 18 décembre 1993                       | 180                            | 74                             | Réceptionneuse-attaquante      |
| 5                                      | Michaela Madsen                        | 28 décembre 1993                       | 182                            | 75                             | Centrale                       |
| 6                                      | Katarina Pilepić                       | 14 juillet 1994                        | 183                            | 79                             | Attaquante                     |
| 7                                      | Michaela Ambrožová                     | 11 janvier 2001                        | 185                            | 66                             | Réceptionneuse-attaquante      |
| 8                                      | Adriani Kamidinová                     | 5 avril 2003                           | 183                            |                                | Centrale                       |
| 9                                      | Lucie Nová                             | 3 mai 1996                             | 184                            | 68                             | Réceptionneuse-attaquante      |
| 10                                     | Nikola Stümpelová                      | 21 mars 1994                           | 188                            | 68                             | Centrale                       |
| 11                                     | Denisa Kulová                          | 27 janvier 1999                        | 171                            | 60                             | Libero                         |
| 12                                     | Katrina Zilberman                      | 4 juillet 1997                         | 170                            | 53                             | Libero                         |
| 15                                     | Kateřina Valková                       | 2 juin 1996                            | 177                            | 59                             | Passeuse                       |
| 16                                     | María Priscilla Schlegel               | 29 août 1993                           | 184                            | 66                             | Réceptionneuse-attaquante      |
| 18                                     | Jovana Gogić                           | 31 mars 1993                           | 180                            | 64                             | Passeuse                       |
|                                        |                                        |                                        |                                |                                |                                |
| Encadrement technique                  | Encadrement technique                  |                                        | Légende                        | Légende                        | Légende                        |
| Entraîneur : Petr Zapletal             | Entraîneur : Petr Zapletal             | Entraîneur : Petr Zapletal             | : Capitaine                    | : Capitaine                    | : Capitaine                    |
| Entraîneur(s) adjoint(s) : Lukáš Miček | Entraîneur(s) adjoint(s) : Lukáš Miček | Entraîneur(s) adjoint(s) : Lukáš Miček | : Joueuse blessée actuellement | : Joueuse blessée actuellement | : Joueuse blessée actuellement |